# 11507 Danpascu
A 11507 Danpascu (ideiglenes jelöléssel 1990 OF) a Naprendszer kisbolygóövében található aszteroida. Eleanor F. Helin fedezte fel 1990. július 20-án.